# 콩카페

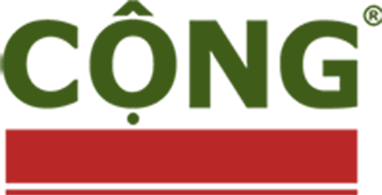
콩카페 로고

콩카페(Cộng Cà Phê)는 베트남의 하노이 하이바쯩군 본사를 둔 베트남의 커피 전문점이다.
베트남의 싱어송라이터인 린 증(Linh Dung)에 의해 2007년 길거리에서 소박하게 시작하였으며, 커피 브랜드로 런칭하였다.

## 지역별 점포 목록

### 베트남
주로 직할 지방에 하노이, 호찌민 시, 하이퐁, 껀터, 다낭 등의 있다.

### 대한민국
2018년 대한민국 진출 이후, 2024년 현재 기준으로 삼는다.
서울특별시
- 연남점 · 이태원점 · 롯데백화점 잠실점 · 건대점 · 강남구청역점

경기도
- 현대백화점 판교점 · 부천중동점 · 수원행궁점 · 광주태전점 · 안양범계역점

대전광역시
- 둔산시청점 · 대전타임월드점 · 대전스마트시티점

충청남도
- 천안신불당점

부산광역시
- 광안리점 · 센텀시티점 · 명지국제신도시점 · 서면점 · 경성대점 · 해운대미포점 · 남포동점

대구광역시
- 동성로로데오점 · 수성못점

울산광역시
- 달동점

경상북도
- 경주황리단길점

제주특별자치도
- 곽지해변점